# اسم رمز: پاک‌کننده
اسم رمز: پاک‌کننده (انگلیسی: Code Name: The Cleaner) یک فیلم سینمایی آمریکایی کمدی اکشن محصول سال ۲۰۰۷ به کارگردانی لس میفیلد با بازی لوسی لیو، سدریک اینترتینر، کلوم کیت رنی، نیکولت شریدان و مارک داکاسیوس است. این فیلم توسط کمپانی نیو لاین سینما در تاریخ ۵ ژانویه ۲۰۰۷ به نمایش درآمد. این فیلم با نقدهای منفی از سوی منتقدین مواجه شد و در گیشه ضعیف عمل کرد.

## داستان
۱. جیک راجرز یک انسان معمولی است که به‌طور اتفاقی وارد یک توطئه دولتی می‌شود و باعث می‌شود که تعقیب کنندگانش تصور کنند او یک مأمور مخفی است…
۲. جیک راجرز (سدریک اینترتینر) در نزدیکی بدن مرده از خواب بیدار می‌شود و هیچ خاطره‌ای از شب گذشته ندارد. در طول روز، او فرض می‌کند که یک مأمور مخفی است.